# Голубые озёра (Черниговская область)
Голубые озёра (укр. Голубі озера) — озёра в Черниговском районе Черниговской области Украины. Расположены по 500—1000 м на восток от железнодорожной станции Грибова Рудня вблизи села Олешня. Состоят из трёх озёр. Популярное место отдыха черниговцев и местных жителей. Популярны среди жителей Белоруссии и России.

## Возникновение
Озера представляют собой карьеры, которые со временем наполнились грунтовой водой.
Карьеры — результат добычи кварцевого песка для нужд промышленности по изготовлению стекла.
Вода в озёрах очень чистая. Она никогда не застаивается из-за того, что подземные источники постоянно поддерживают одинаковый уровень воды. Дно каждого озера покрывают залежи кварцевого песка, который используется в производстве стекловарения. Такой песок отличается от обычного как свойствами, так и цветом, придавая воде ярко-голубой цвет. Отсюда возникло название «голубые».

## Флора и фауна
Озёра расположены преимущественно в сосновом лесу. Встречаются берёзы и акации. Берега обрывистые, но есть 5 пляжей с достаточно пологим спуском к воде.

## Характерные особенности

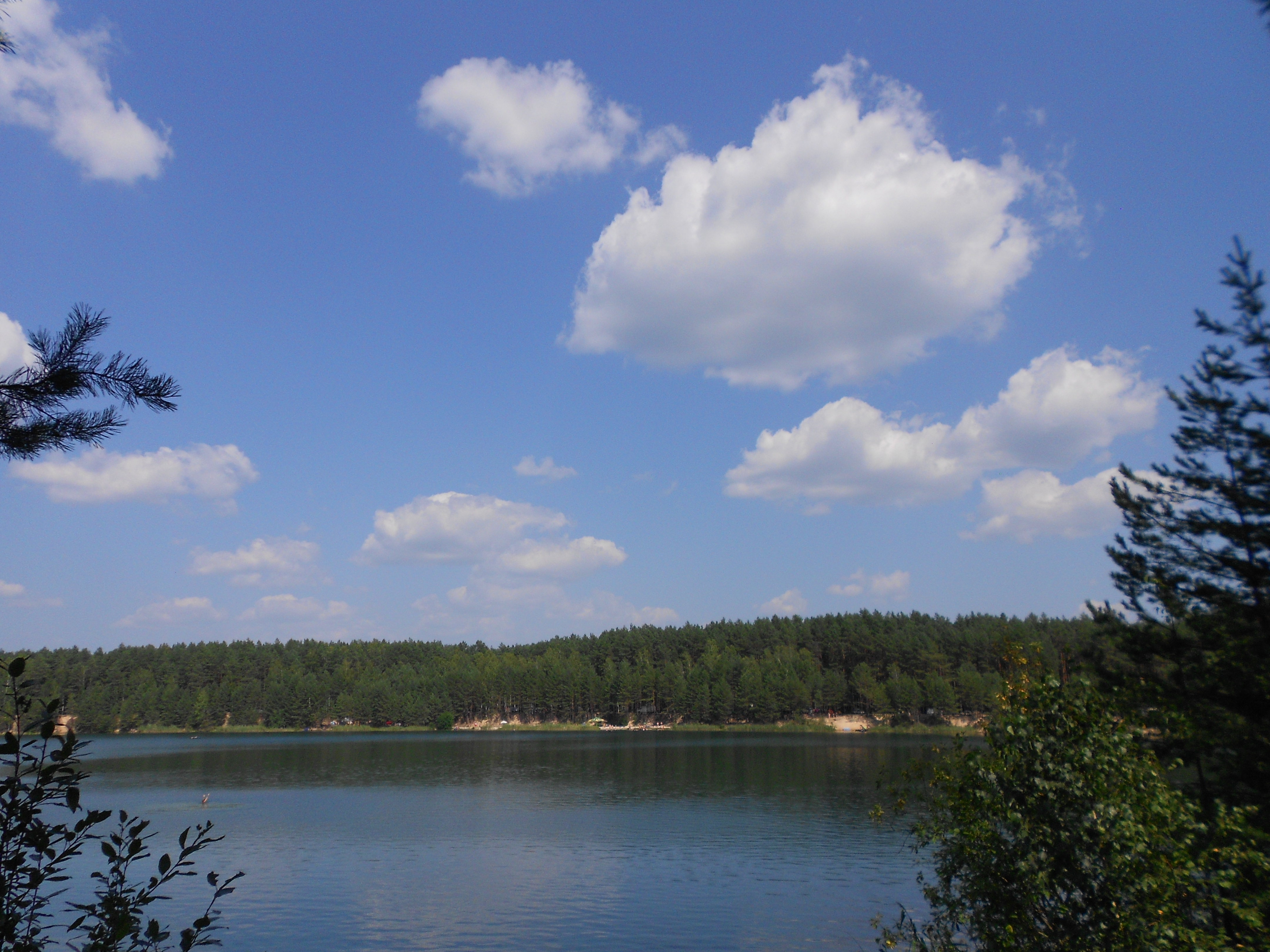
Озеро Большое Голубое

Крупнейшее озеро — Большое. Имеет глубину около 18 м и площадь в 20 гектаров. На Большом озере расположен туристический комплекс «Голубые озёра».

## Туристические мероприятия
На озере Большом проводится музыкальный фестиваль. В 2016 году прошёл V Международный фестиваль авторской песни и праздник Ивана Купала. В июне 2014 года на Голубых озёрах проходил трёхдневный лагерь молодёжного актива Черниговщины. В мероприятии приняли участие около 250 участников. Организовал лагерь Департамент семьи, молодёжи и спорта администрации Черниговской области.
Туристы ставят палатки прямо на берегах озёр, реже останавливаются в усадьбах местных жителей, часто рассчитанных на зелёный туризм. На берегу работает открытое кафе с диско-площадкой, где летом, особенно на праздники (День Конституции, День Независимости), когда озёра посещает наибольшее количество туристов, устраивают дискотеки. На железнодорожной станции Грибова Рудня и в селе Олешня есть магазины, где можно купить продукты и напитки. На берегу можно арендовать лодки и катамараны для водных прогулок.